# Ostrinia palustralis
Ostrinia palustralis là một loài bướm đêm trong họ Crambidae.

## Hình ảnh

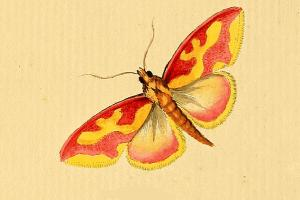